# Johann Beissel († um 1440)
Johann Beissel der Ältere (* 14. Jahrhundert in Aachen; † um 1440 ebenda) war Schöffe und Bürgermeister der Reichsstadt Aachen.

## Leben und Wirken
Der Sohn des Bankiers Colyn Beissel und Bruder des Bürgermeisters Colyn Beissel trat 1410 dem Schöffenkollegium bei. Im Jahr 1428 wurde er dann zum Bürgermeister der Freien Reichsstadt Aachen gewählt und gehörte danach zwischen 1432 und 1437 noch dem Stadtrat an.
Johann Beissels Amtszeiten waren unspektakulär und ohne weitere Mandate. Er war verheiratet mit einer gewissen Else, mit der er die Söhne Colyn und Johann sowie die Töchter Nytgen und Drude hatte. Letztere vermählte sich mit dem Schöffen-Bürgermeister Lambrecht Buck. Sein Neffe Johann Beissel folgte ihm in das Schöffenkollegium und wurde 1486 zum Bürgermeister gewählt. Die Familie Johann Beissel war eine Vetterlinie der Familie Beissel von Heisterbach, die ebenfalls mehrere Schöffen sowie die Bürgermeister Gerhard den Älteren und dessen gleichnamigen Sohn Gerhard den Jüngeren in ihren Reihen hatten.